# Макпартлэнд, Джимми
Джеймс Дугалд (Джимми) Макпартлэнд (англ. James Dugald "Jimmy" McPartland; Пустой шаблон {{ВД-Преамбула}} ) — американский трубач и корнетист, оказавший большое влияние на становление так называемого чикагского джаза. За свою продолжительную карьеру играл как в качестве лидера группы, так и сайдмена. В разное время работал с Эдди Кондоном, Артом Хоудсом, Джином Крупой, Бенни Гудменом, Джеком Тигарденом и Томми Дорси. Был женат на пианистке Мэриэн Макпартлэнд.

## Избранная дискография
- After Hours (Grand Award, 1956)
- Dixieland Now and Then (Jazztone, 1956)
- The Middle Road (Jazztone, 1956)
- The Music Man Goes Dixieland (Epic, 1958)
- Play TV Themes with Marian McPartland (Design, 1960)
- That Happy Dixieland Jazz (RCA, 1960)
- Meet Me in Chicago (Mercury, 1960)
- Dixieland! (Harmony, 1968)
- The McPartlands Live at the Monticello (Halcyon, 1972)
- Swingin (Halcyon, 1973)
- Wanted! (Improv, 1977)
- Tony Bennett/The McPartlands and Friends Make Magnificent Music (Improv, 1977)
- One Night Stand (Jazzology, 1986)
- On Stage (Jazzology, 2001)
- Jazzmeeting in Holland (Circle, 2003)
- Chicagoans Live in Concert (Jazzology, 2006)